# Демократски савез Хрвата у Војводини
Демократски савез Хрвата у Војводини (скраћено ДСХВ) је политичка странка у Србији која представља хрватску етничку мањину у Војводини.

## Историја
Временом су поједини чланови странке били незадовољни политиком странке, па су се одвојили и формирали нове хрватске странке:
- Хрватски народни савез — 1998. (ова фракција је поново укључена у ДСХВ 29. фебруара 2004)
- Хрватско-буњевачко-шокачка странка
- Демократска заједница Хрвата — 2007.

ДСХВ је 2009. преговарао са другом страном етничких Хрвата из Срема у Војводини, Хрватском сремском иницијативом. ХСИ и ДСХВ су се ујединиле 5. јуна 2009. на састанку у Сремској Митровици.
Повремено је осуђивала нападе српских националиста и протестовала због етничке асимилације. Такође подржава даљи аутономизам.

## Председници
- Бела Тонковић (1990—2003)
- Петар Кунтић (2003—2015)
- Томислав Жигманов (2015—данас)

## Резултати на изборима

### Парламентарни избори
| Година | Гласови          | % од важећих     | # мандата | Промена    | Коалиција          | Статус          |
| ------ | ---------------- | ---------------- | --------- | ---------- | ------------------ | --------------- |
| 1990.  | 23.630           | 0,47%            | 1 / 250   | 1          | –                  | опозиција       |
| 1992.  | 17.622           | 0,37%            | 0 / 250   | 1          | —                  | без мандата     |
| 1993.  | 3.946            | 0,09%            | 0 / 250   | Стагнација | —                  | без мандата     |
| 1997.  | 5.370            | 0,13%            | 0 / 250   | Стагнација | —                  | без мандата     |
| 2000.  | није учествовала | није учествовала | 0 / 250   | Стагнација | —                  | без мандата     |
| 2003.  | 161.765          | 4,23%            | 0 / 250   | Стагнација | ЗЗТ                | без мандата     |
| 2007.  | 915.854          | 22,71%           | 1 / 250   | 1          | са ДС              | владина подршка |
| 2008.  | 1.590.200        | 38,42%           | 1 / 250   | Стагнација | ЗЕС                | владина подршка |
| 2012.  | 863.294          | 22,07%           | 1 / 250   | Стагнација | ИЗБЖ               | опозиција       |
| 2014.  | 216.634          | 6,03%            | 0 / 250   | 1          | са ДС—Нова—БС      | без мандата     |
| 2016.  | 227.589          | 6,02%            | 1 / 250   | 1          | са ДС—Нова—ЗзС—ЗЗШ | опозиција       |
| 2020.  | 30.591           | 0,95%            | 0 / 250   | 1          | УДС                | без мандата     |
| 2022.  | 24.024           | 0,65%            | 1 / 250   | 1          | са ЗзВ             | влада           |